# Liste der Ehrenbürger von Deggendorf
Die Stadt Deggendorf verleiht an Personen, die sich in besondere Weise um die Stadt verdient gemacht haben, eine Ehrenbürgerschaft. Rechtliche Grundlage für diese Auszeichnung ist die Satzung über die Auszeichnungen der Stadt Deggendorf vom 29. November 1966.
Bislang wurden 39 Personen zu Ehrenbürgern Deggendorfs ernannt. Im Zuge der Eingemeindungen der Gemeinden Schaching, Fischerdorf und Seebach wurden die dort verliehenen Ehrenbürgerschaften übernommen.
Hinweis: Die Auflistung erfolgt chronologisch nach Datum der Zuerkennung.

## Die Ehrenbürger der Stadt Deggendorf
1. Christoph Steininger
Lehrer
Verleihung 1828
2. Johann Nepomuk Reith
Lehrer
Verleihung 1828
3. Joseph Conrad Pfahler
Stadtpfarrer, Bayerischer Landtagsabgeordneter, Reichstagsabgeordneter
Verleihung 1872
4. Gottlieb Fruth
Königlicher Regierungsrat
Verleihung 1872
5. Johann Baptist Reisinger
Geistlicher Rat
Verleihung 1878
6. Matthias Knogl
Benefiziat und Lehrer
Verleihung 1883
7. Ignaz Schlag
Stadtschreiber
Verleihung 1884
8. Paul Scheichl
Spitalbenefiziat
Verleihung 1886
9. Ignaz Erhardsberger
Krankenhauskonkurrat
Verleihung 1888
10. Anton Westermayer
Geistlicher Rat und päpstlicher Hausprälat
Verleihung 1890
11. Johann Evangelist Altmannsberger
Präparandenhauptlehrer
Verleihung 1894
12. Franz Xaver Leonhard
Geistlicher Rat und päpstlicher Geheimkämmerer
Verleihung 1901
13. Otto Denk (* 22. Juni 1853 in Deggendorf; † 9. Januar 1918 in Regensburg)
Schriftsteller aus Schaching
Verleihung 1909
14. Johann Nepomuk Kinskofer
Rechtskundiger Bürgermeister von Deggendorf
Verleihung 1919
15. Peter Trindl
Ehemaliger Bürgermeister aus Schaching
Verleihung 1919 in Schaching
16. Lorenz Vollmuth
Kommerzienrat
Verleihung 1923 in Schaching
17. Lorenz Elser
Stadtpfarrer und Geistlicher Rat
Verleihung 1929
18. Josef Bayerer
1. Bürgermeister von Fischerdorf
Verleihung 1929 in Fischerdorf
19. Paul Franz Lobbichler
Gemeindesekretär der früheren Gemeinde Fischerdorf
Verleihung 1929 in Fischerdorf
20. Wilhelm Stich
Stadtpfarrer und Geistlicher Rat
Verleihung 1949
21. Pater Wilhelm Fink OSB (* 9. Mai 1889 in Rottenburg an der Laaber; † 13. Februar 1965 in Metten)
Studienprofessor
Verleihung 1958
22. Andreas Maderer
Oberstudiendirektor am Comenius-Gymnasium
Verleihung 1958
23. Maria Gareis
Lehrerin in Mietraching
Verleihung 1958
24. Hans Freudenstein
Hauptlehrer in Seebach
Verleihung 1964
25. Michael Salmannsberger
Ehemaliger 1. Bürgermeister in Seebach
Verleihung 1966 in Seebach
26. Karl Schmid
Ehemaliger 2. Bürgermeister in Fischerdorf
Verleihung 1966 in Fischerdorf
27. Heinrich Kunert
Fabrikant in Seebach
Verleihung 1969
28. Michel Wallner
Altbürgermeister in Seebach
Verleihung 1969 in Seebach
29. Johann Riederer
Regierungspräsident von Niederbayern
Verleihung 1975
30. Berthold Heckscher
Altoberbürgermeister
Verleihung 1986
31. Eva Maria Sureth
Fabrikantin
Verleihung 1989
32. Max Gallinger
Bauunternehmer
Verleihung 1991
33. Max Streibl (* 6. Januar 1932 in Oberammergau; † 11. Dezember 1998 in München)
Bayerischer Ministerpräsident
Verleihung 1992
34. Oskar Hatz
Chefredakteur der Passauer Neuen Presse
Verleihung 1992
35. Franz Kuchler
Gründer der Bayerischen Mundarttage
Verleihung 1997
36. Dieter Görlitz
Altoberbürgermeister
Verleihung 2000
37. Josef Paul Bielmeier
2. Bürgermeister, Stadtrat
Verleihung 2008
38. Reinhard Höpfl
Hochschulpräsident
Verleihung 2011[2]
39. Anna Eder
Oberbürgermeisterin a. D.
Verleihung 2013

Die Verleihung der Ehrenbürgerwürde an Paul von Hindenburg aus dem Jahr 1933 wurde Anfang 2021 „in Veröffentlichungen über bisherige Ernennungen von Ehrenbürgern gestrichen“ und soll „auch künftig nicht mehr erwähnt“ werden.